# Droppie Water
Droppie Water is een stripfiguur, oorspronkelijk geschreven en getekend door Robert van der Kroft, bestemd voor promotiedoeleinden van de Nederlandse waterschappen. De doelgroep voor Droppie Water is de jeugd van de basisschool. Droppie is een kind in de vorm van een waterdruppel, en woont samen met zijn ouders (ook waterdruppels) in een huis. Deel 2 is getekend met medewerking van Studio Pinpoint, delen 3, 4 en 5 met medewerking van Edwin Stierman. Daarnaast hebben De Blancoos vanaf deel 2 de lettering verzorgd.

## Verhalen
Er zijn vijf boekjes van Droppie Water verschenen, waarin Droppie kennismaakt met verschillende taken van een waterschap:
1. De reis van het afvalwater (1983). Veel waterschappen hebben hun eigen versie uitgebracht, met hun naam op de omslag. Het boekje is ook in het Arabisch gepubliceerd. De tekeningen zijn hierin gespiegeld afgedrukt. In 2021 is een grondig bewerkte versie verschenen, onder de titel De reis van het rioolwater. Hiervoor is ongeveer de helft van de tekeningen totaal gewijzigd.
2. De reis van het regenwater (1986). Ook hier hebben veel waterschappen hun eigen naam op de omslag afgedrukt. Dit deel is in 2006 grondig vernieuwd. De tekst is op de meeste pagina’s aangepast en de afbeeldingen zijn hertekend en op enkele pagina’s ook ingrijpend veranderd.
3. Op de dijk (1992)
4. Op reis in de natuur (2002)
5. En het klimaat (2016)

Buiten de reeks valt het boekje Docentenhandleiding. Lespakket over water voor groep 1, 2 en 3 (6e druk 2007), waarin Droppie Water en zijn vriendinnetje Spetter elkaar allerlei avonturen vertellen. Er zijn meer lespakketten verschenen (allemaal digitaal), maar daarin komen geen avonturen van Droppie voor. Hezelfde geldt voor de website droppiewater.nl (met informatie en spelletjes).
Tussen 2016 en 2023 zijn er op de maandelijkse informatiepagina van verschillende waterschappen twaalf verhaaltjes verschenen, die elk bestaan uit één pagina van 3 stroken:
1. Droppie Water en de storm (mei 2016)
2. Droppie Water overlast (augustus 2016)
3. Droppie Water in het riool (april 2017)
4. Droppie Water in de zomer (juni 2017)
5. Droppie Water in het verkeer (augustus 2017)
6. Droppie Water en de kunstwerken (april 2018). In november 2018 zijn twee losse (ongenummerde) plaatjes met ballonteksten gepubliceerd over het strooien van wegen in de winter.
7. Droppie Water en het klimaat [1] (april 2019)
8. Droppie Water vol energie (augustus 2019)
9. Droppie Water droomt even weg (juli 2020)
10. Droppie Water en de biodiversiteit (april 2022)
11. Droppie Water en het klimaat [2] (augustus 2022)
12. Droppie Water maait het gras (juni 2023)

Sinds februari 2024 verschijnen er maandelijks afleveringen van telkens één strook:
1. Droppie Water en de belastingen (februari 2024)
2. Droppie Water en het groene dak (maart 2024)
3. Droppie Water in de sloot (april 2024)
4. Droppie Water is voorbereid (mei 2024)
5. Droppie Water en bagger (juni 2024)
6. Droppie Water en de blauwalg (juli 2024)
7. Droppie Water en het maaisel (augustus 2024)
8. Droppie Water en de regenpijp (september 2024)
9. Droppie water en het zoute water (oktober 2024)
10. Droppie Water en de oude deur (november 2024)
11. Droppie Water en de begroting (december 2024)
12. Droppie Water en het moddervoetbal (januari 2025)
13. Droppie water en de dijk (februari 2025)
14. Droppie water en de dijkwacht (maart 2025)
15. Droppie Water en de open dag (april 2025)
16. Droppie Water en de tuin (mei 2025)
17. Droppie Water en de droge sloot (juni 2025)
18. Droppie Water  Tegels de tuin uit (juli 2025)
19. Droppie Water en de grote waternavel (augustus 2025)
20. (nog niet verschenen)

Enkele mini-verhaaltjes, elk bestaand uit één strook, vallen buiten bovenstaande reeks:
1. Droppie Water [is vies]. De allereerste, ongekleurde aflevering uit 1981. In 2021 is hiervan een hertekende versie verschenen, waarbij alleen het eerste en laatste plaatje zijn afgedrukt. De rest moest door kinderen in de vorm van een wedstrijd worden aangevuld.
2. Droppie Water [als dijkgraaf]. Een strip die (afgezien van de datering “6 juli 2017”) zonder enige toelichting te vinden is op https://stripmakerdesvaderlands.nl/droppiewater6/. Er staat het Romeinse nummer VI op, wat suggereert dat er meer afleveringen bestaan.
3. Droppie Water terug in de tijd. Over de geschiedenis van het riool. Bron: http://www.sjors-en-sjimmie.nl/DroppieWater/DroppieInDeTijd.html. Op dezelfde site is ook een kijkdoos te vinden.

## Overige uitgaven
Behalve de boekjes hebben de waterschappen nog allerlei andere 'Droppie'-promotieartikelen etc. uitgegeven. Een waarschijnlijk nog onvolledig overzicht:
- Een blauw poppetje van ca. 8,5 cm hoog.
- Een ganzenbordspel (1987) en een kwartetspel (Waterschap Vallei en Veluwe; 36 kaarten).
- Stickers uit 1986 met de teksten “Schadelijke stoffen: niet in het riool maar naar het inzameldepot”, “Vaste stoffen: niet in het riool maar in de vuilniszak”, “Keer ’t water nu en later”, “Schoon water nu en later”, “Zuiver water nu en later”, “Geregeld water nu en later” en een tattoo.
- Posters: Hoogheemraadschap Schieland (“het land van Droppie Water”; formaat 44 x 62 cm, uit 1986)) en Unie van Waterschappen (A3-formaat, met opschrift “Snel naar www.droppiewater.nl!”). Bovendien negen kleurplaten: “Kleurplaat Droppie Water” - “Wat is water?” - “Wat is een waterschap?” - “Water door buizen” - “Waterkringloop” - “Water leeft” - “Veilig water” - “Schoonmaken van rioolwater” - “Water wereldwijd” en een kijkdoos. Ook Rijkswaterstaat heeft twee kleurplaten uitgebracht.
- Kleurpotloden, een pen, ballonnen, bellenblaas en een verrekijker.
- Liedjes.
- Een petje, een sleutelhanger, een bidon en een geel hesje.

## Trivia
- Het drinkwaterleidingbedrijf Rotterdam heeft in juni 1984 een boekje uitgebracht onder de titel Van druppels, rivieren en kranen. De hoofdpersoon hiervan vertoont een opvallende uiterlijke gelijkenis met Droppie Water, maar de naam is totaal anders: Aquajanus. De tegenspeler is overigens een gewone jongen, met de naam Michiel.
- De organisatie The Groundwater Project heeft enkele boeken uitgebracht waarin een figuurtje voorkomt dat niet alleen zijn naam (Droppy Water), maar ook zijn uiterlijk gemeen heeft met Droppie Water: Claire and the Invisible Water (2022), The Incredible Adventures of Water and his Friends (2016), The worldwide Adventures of Droppy (2012), Wally & Deanna's Groundwater Adventure... to the Saturated Zone (1993).